# Marcel Herriot
Marcel Paul Herriot (ur. 18 maja 1934 w Moussey, zm. 14 września 2017 w Saint-Dié-des-Vosges) – francuski duchowny katolicki, biskup diecezjalny Verdun 1987-1999 i Soissons 1999-2008.

## Życiorys
Święcenia kapłańskie otrzymał 18 kwietnia 1960.
25 maja 1987 papież Jan Paweł II mianował go biskupem diecezjalnym Verdun. 28 czerwca tego samego roku z rąk biskupa Jeana Vilneta przyjął sakrę biskupią. 29 kwietnia 1999 mianowany ordynariuszem diecezji Soissons. 22 lutego 2008 ze względu na wiek na ręce papieża Benedykta XVI złożył rezygnację z zajmowanej funkcji.
Zmarł 14 września 2017.